# 855 (numero)
Ottocentocinquantacinque (855) è il numero naturale dopo l'854 e prima dell'856.

## Proprietà matematiche
- È un numero dispari.
- È un numero composto, con 12 divisori: 1, 3, 5, 9, 15, 19, 45, 57, 95, 171, 285, 855. Poiché la somma dei suoi divisori (escluso il numero stesso) è 705 < 855, è un numero difettivo.
- È un numero odioso.
- È un numero fortunato.
- È un numero congruente.
- È un numero decagonale.
- È un  numero palindromo nel sistema di numerazione posizionale a base 4 (31113).
- È parte delle terne pitagoriche (204, 855, 879), (456, 855, 969), (513, 684, 855), (532, 855, 1007), (700, 855, 1105), (832, 855, 1193), (855, 1140, 1425), (855, 1512, 1737), (855, 2052, 2223), (855, 2640, 2775), (855, 3800, 3895), (855, 4472, 4553), (855, 4836, 4911), (855, 6384, 6441), (855, 8100, 8145), (855, 13524, 13551), (855, 14608, 14633), (855, 19228, 19247), (855, 24360, 24375), (855, 40608, 40617), (855, 73100, 73105), (855, 121836, 121839), (855, 365512, 365513).

## Astronomia
- 855 Newcombia è un asteroide della fascia principale del sistema solare.
- NGC 855 è una galassia ellittica della costellazione del Triangolo.
- IC 855 è un galassia nella costellazione della Vergine.

## Astronautica
- Cosmos 855 è un satellite artificiale russo.

## Altri ambiti
- Route nationale 855 è una strada statale della Francia.
- New Brunswick Route 855 è una strada nel Nuovo Brunswick, Canada.
- Alberta Highway 855 è una strada in Alberta, Canada.
- Farm to Market Road 855 è una strada in Texas, Stati Uniti d'America.
- Hokkaido Prefectural Road Route 855 è una strada nel distretto di Teshio, Giappone.
- RS-855 è una strada nel Rio Grande do Sul, Brasile.
- PR-855 è una strada in Paraná, Brasile.